# Jepara

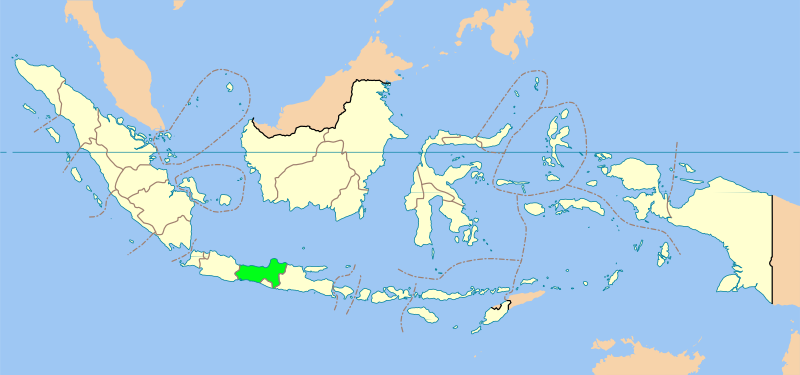
Mapa a mostrar Java Central.

Jepara é uma cidade da província de Java Central, Indonésia.